# Церква Успіння Пресвятої Богородиці (Оконськ)
Церква Успіння Пресвятої Богородиці — чинна дерев'яна церква, пам'ятка архітектури місцевого значення (охоронний № 106-М/1) в селі Оконськ Камінь-Каширського району Волинської області. Є характерним взірцем волинської дерев'яної тридільної одноверхої церкви XVIII століття. Храм, збудований у 1752 році, є одним з небагатьох, де богослужіння не припинялися протягом усієї його майже 300-річної історії. Розташована в центрі села, є його архітектурною домінантою. Станом на червень 2023 року перебуває в користуванні громади Української православної церкви.

## Історія

### Ранній період
Найдавніші згадки про село, яке тоді називалося Кукольська Воля, датуються 1607 роком. У 1622 році село, вже під назвою Окно, було повністю спалене та пограбоване мінським воєводичем Яном Казимиром Пацом. Ймовірно, тоді ж згоріла і перша дерев'яна церква, яку датують XVII століттям. У документі 1806 року, що зберігався в храмі ще в кінці XIX століття, зазначалося, що церква існує в селі понад два століття.
У 1696 році парафія в Оконську належала до унійного Кашогородського деканату, а на початку XVIII століття перейшла до Луцького деканату. Про давню церкву згадував польський природознавець Габріель Жончинський у 1721 році, описуючи місцеве джерело «Безодня» біля храму.

### Будівництво сучасної церкви
Нову дерев'яну церкву на новому місці, дещо віддаленому від джерел, звели коштом громади у 1752 році. Існують також версії про будівництво у 1718 році або навіть раніше. В довіднику 1914 року зазначалося: «Храм дерев'яний св. Успенський, ким і коли збудований невідомо, — тісний, прикрашений бідно; наполеглива потреба будівництва нового храму.»
На початку XIX століття парафія стала православною. У 1840-х роках церкву відремонтували: укріпили стіни, зробили вертикальну шалівку, звели чотириколонний портик у стилі класицизму та, ймовірно, збудували нову дзвіницю. При наступних ремонтах гонтове покриття замінили на бляшане.

### XX—XXI століття
На початку XX століття портик перетворили на закритий присінок. У 1914 році громада планувала звести більший храм, але цьому завадила Перша, а згодом і Друга світова війни. Під час Першої світової у храмі молилися солдати російської армії; збереглися книги з бібліотеки 200-го Іжорського піхотного полку, лампадка від саперного батальйону (1915) та Володимирська ікона Божої Матері.
Існує переказ, що взимку 1944 року німецькі війська зігнали всіх мешканців села до церкви, щоб спалити їх разом із храмом. Однак невідомий вершник привіз наказ, який врятував людей та церкву.
Церква залишалася чинною протягом усього радянського періоду. У 1960-х роках, завдяки авторитету тодішнього настоятеля, храм не закрили, і він став прихистком для ікон та церковного начиння із закритих храмів району.
3 квітня 1992 року рішенням Волинського облвиконкому № 76 церкву взято на державний облік як пам'ятку архітектури місцевого значення. На початку 1990-х до вівтаря добудували муровану ризницю. У 2017 році до 300-літнього ювілею храму на його території встановили пам'ятний знак та заклали капсулу часу для нащадків.

## Архітектура
Церква Успіння Пресвятої Богородиці є характерним взірцем волинської дерев'яної архітектури XVIII ст. Це тридільна, одноверха споруда, всі зруби якої однакової ширини. Габаритні розміри храму — 17,80×8,40 м.
Збудована на високому пагорбі з тесаних сокирою брусів без жодного цвяха. Замість кам'яного фундаменту використані дубові пеньки (стендари).
Сучасного вигляду набула після ремонту у 1840-х роках, коли до західної стіни бабинця добудували чотириколонний портик як данину класицизму. Іконостас датують XIX століттям. Збереглися царські ворота XVIII століття. На двох іконах початку XIX ст. є написи 1872 року про пожертву від Іллі Музики та Михайла Крещука.
З південного боку від церкви розташована дерев'яна двоярусна дзвіниця XIX ст., на другий ярус якої ведуть зовнішні сходи.

## Настоятелі та парафіяльне життя
- Микола Сукманський (1878—1948) — служив за Польщі та в роки Другої світової війни. За переказами, врятував селян від розстрілу. В молодості співав у хорі Федора Шаляпіна. Похований біля храму.[1][4][8]
- Григорій Кирильчук — служив 48 років після о. Миколи. Завдяки його авторитету храм не закрили в радянські часи.[4][7][9]
- Олександр Лановий — настоятель з 2004 року (станом на 2021). Відомий як волонтер, що допомагає військовим.[5][4][8]

Церква є значним духовним осередком. Особливо велелюдно тут на Водохреще, коли до Оконська приїжджають тисячі людей за освяченою джерельною водою.
Метричні книги церкви за 1798—1938 роки зберігаються в Державному архіві Житомирської області.

## Галерея

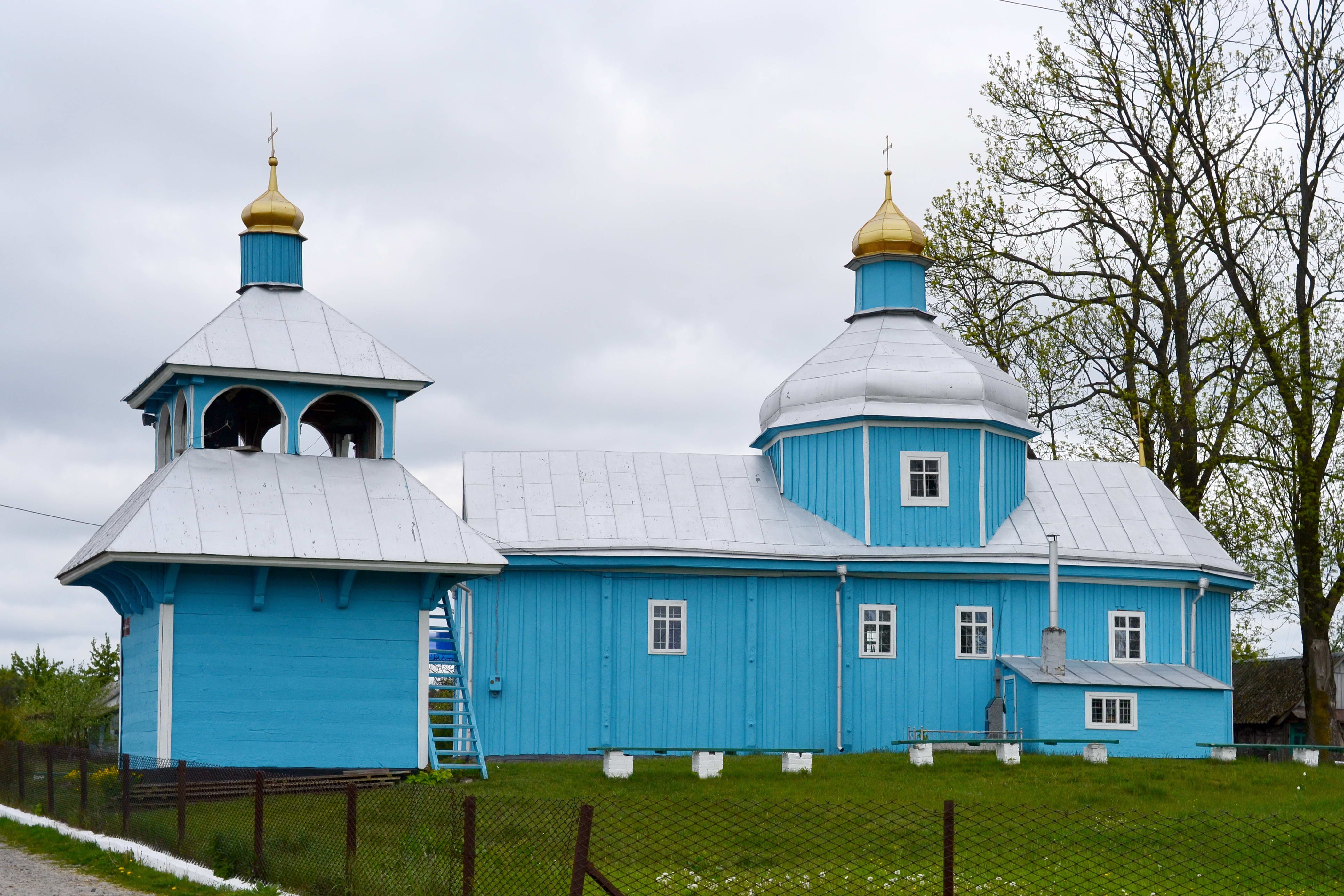
Церква та дзвіниця, вигляд з півдня
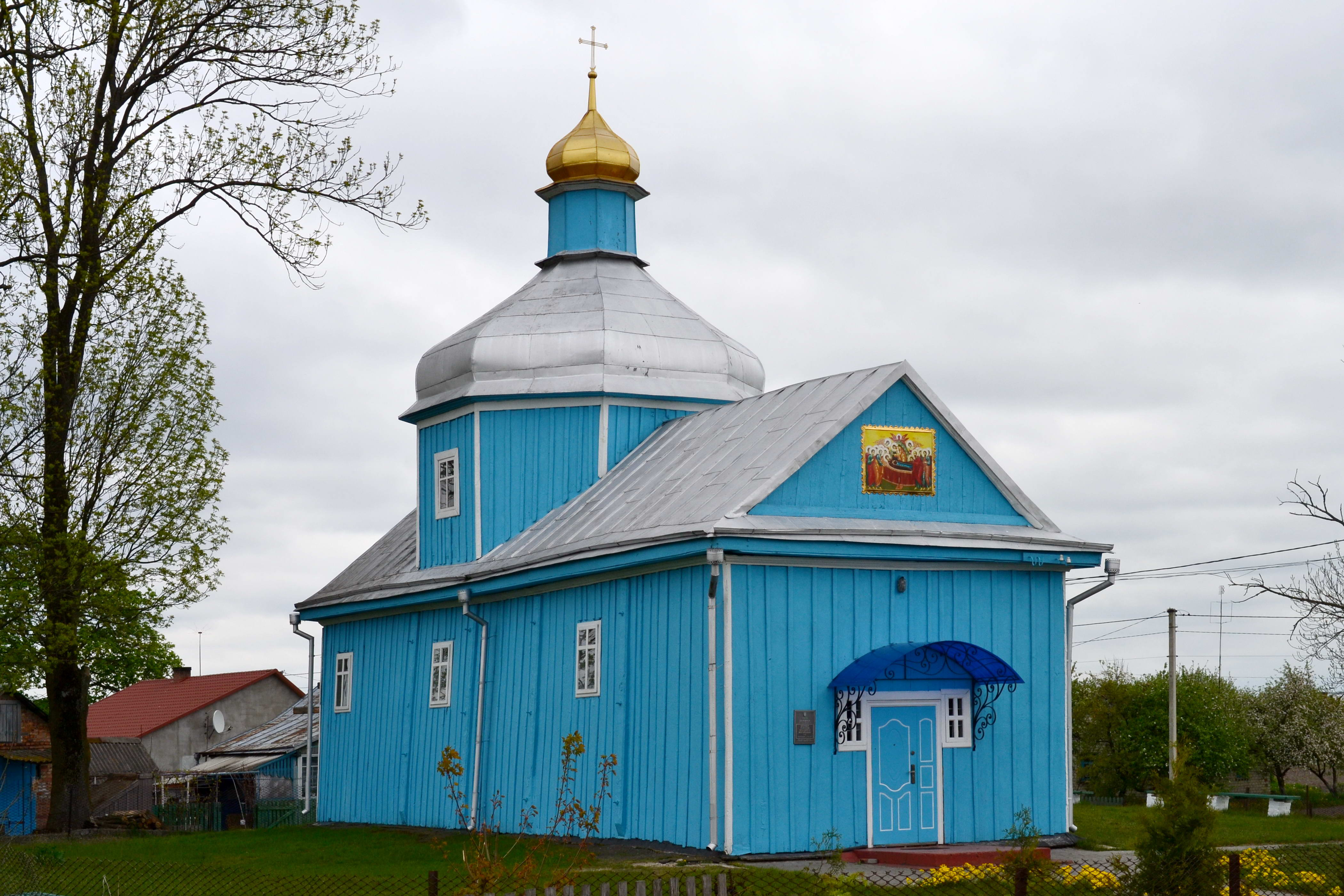
Північно-західний вигляд церкви
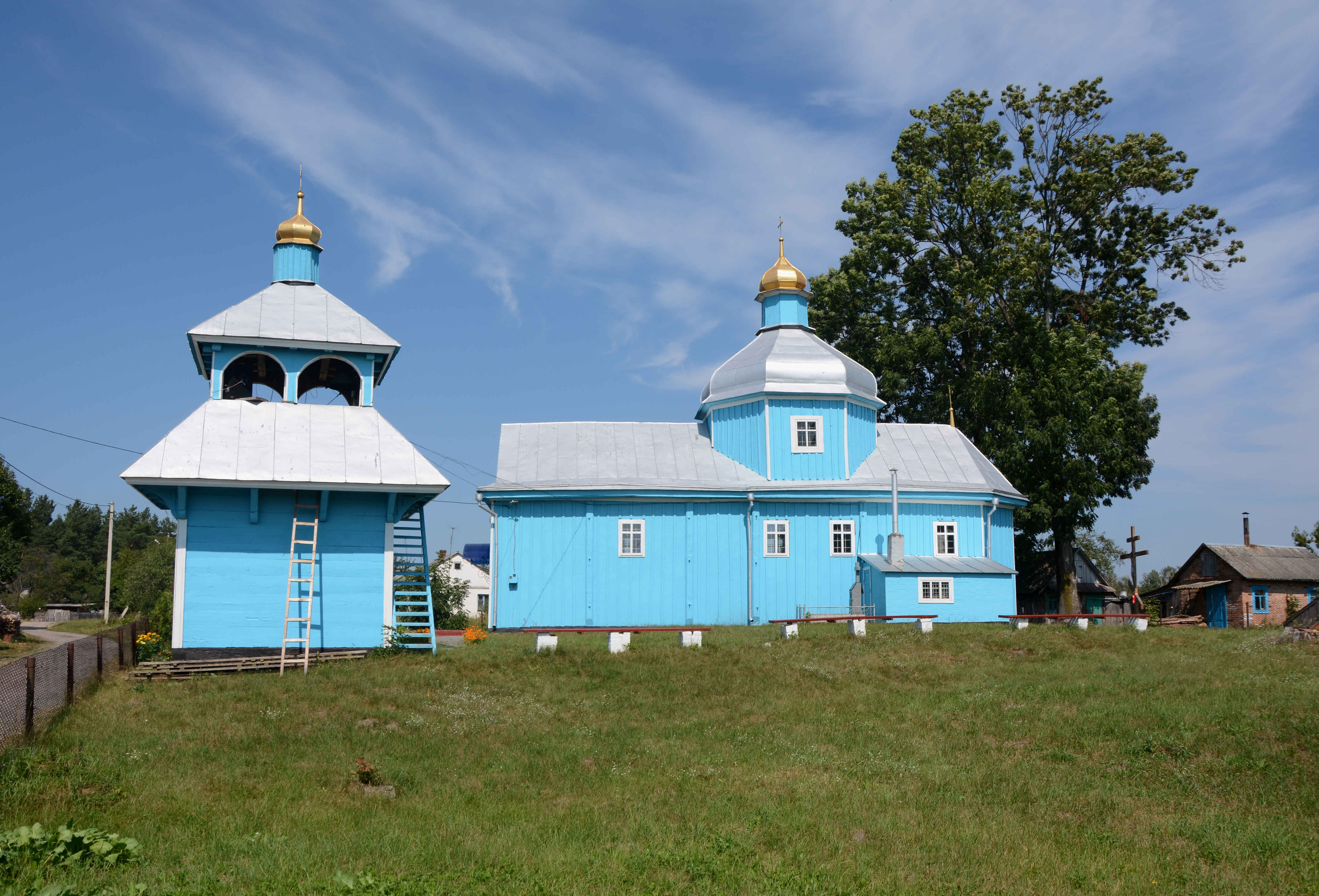
Загальний вигляд храму
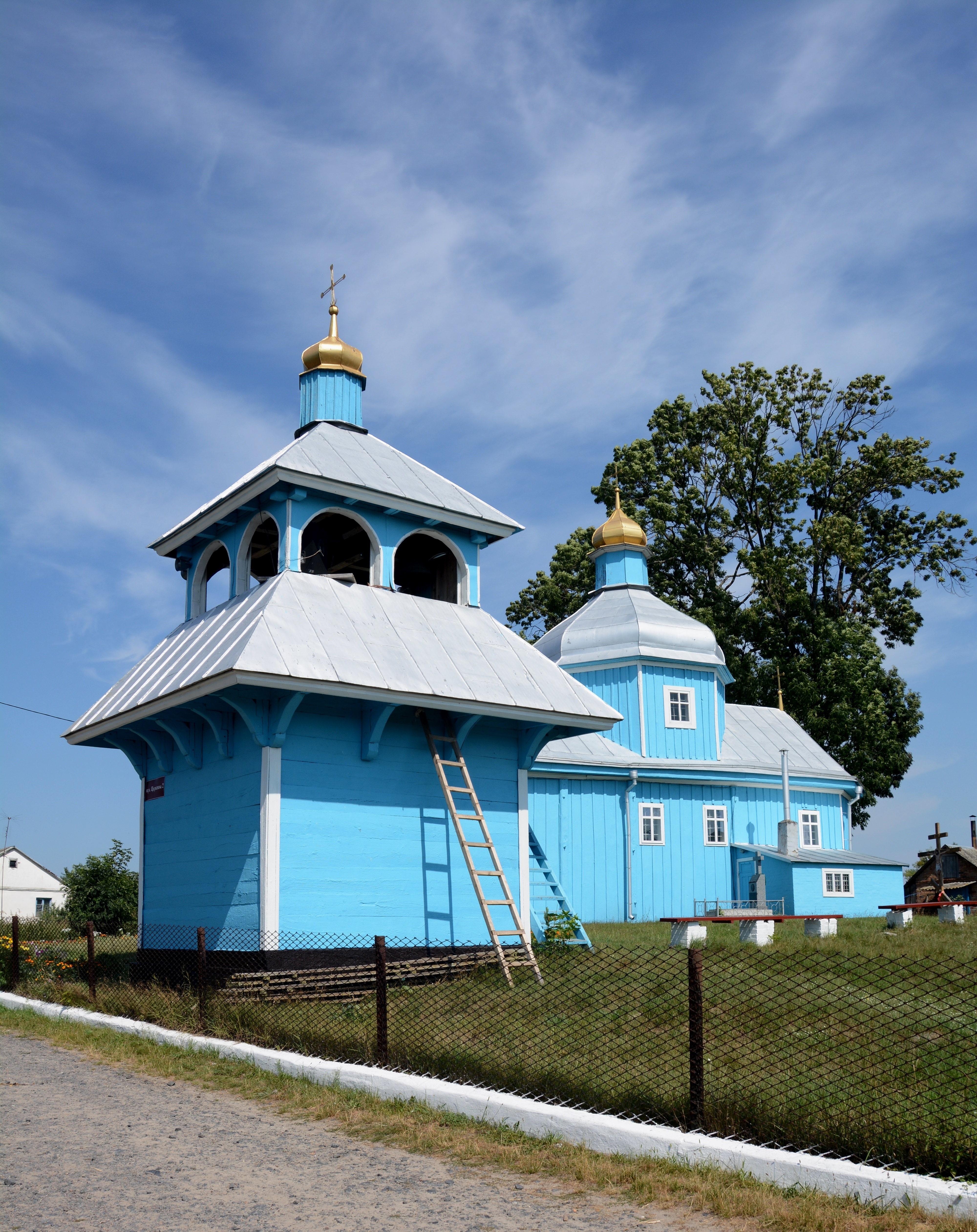
Дерев'яна дзвіниця XIX ст.
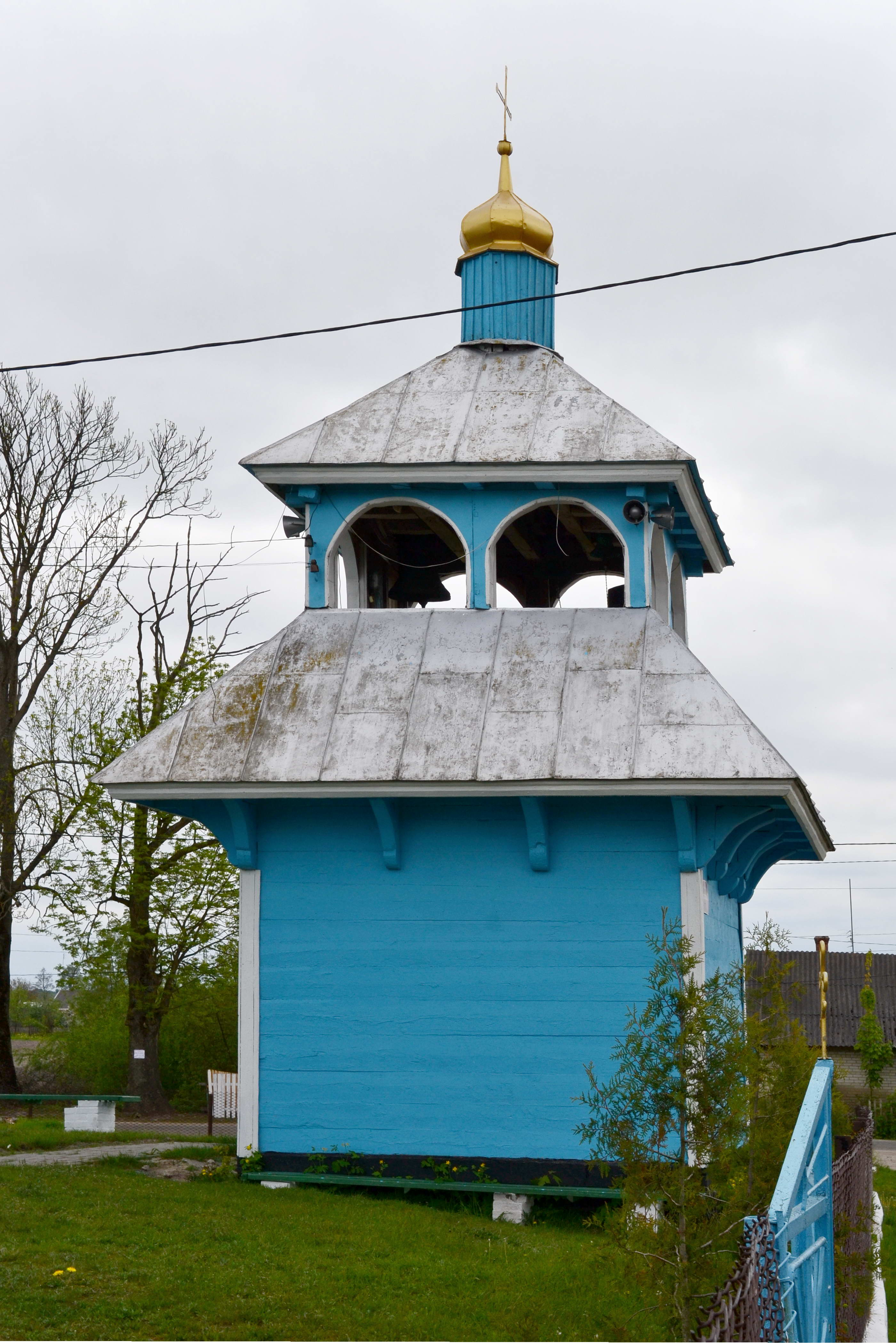
Дзвіниця, вигляд з півночі
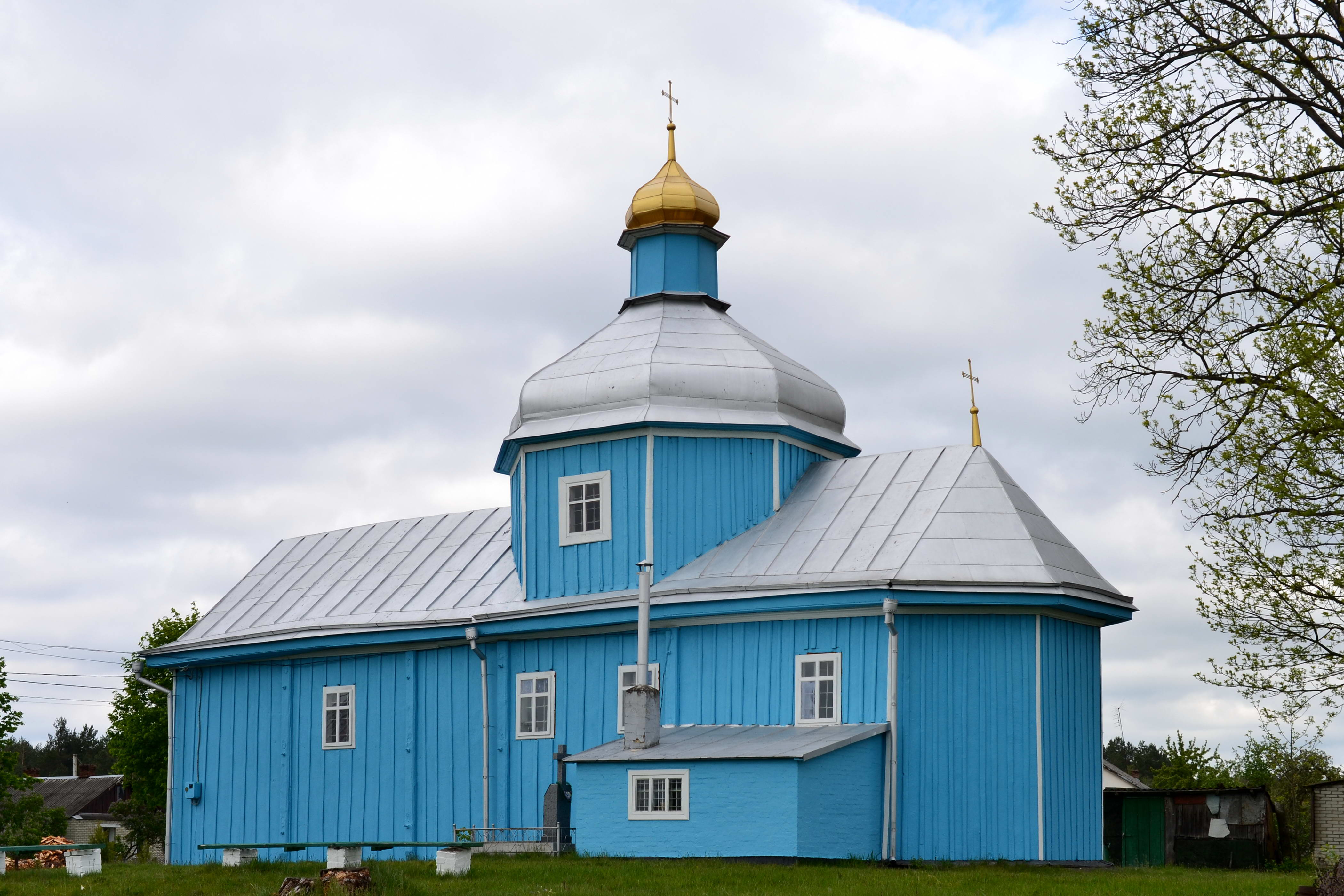
Південно-східний вигляд церкви
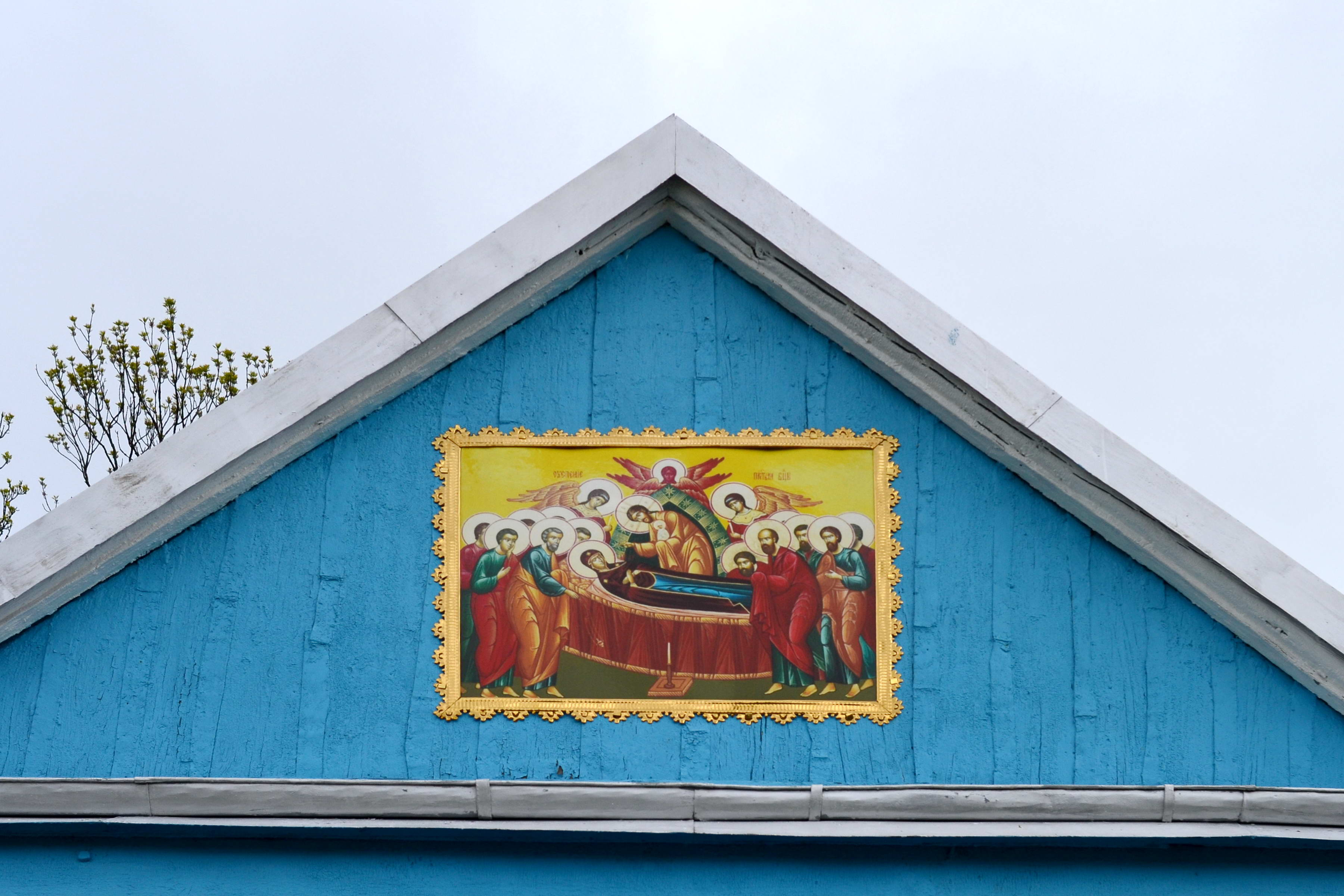
Ікона Успіння над входом
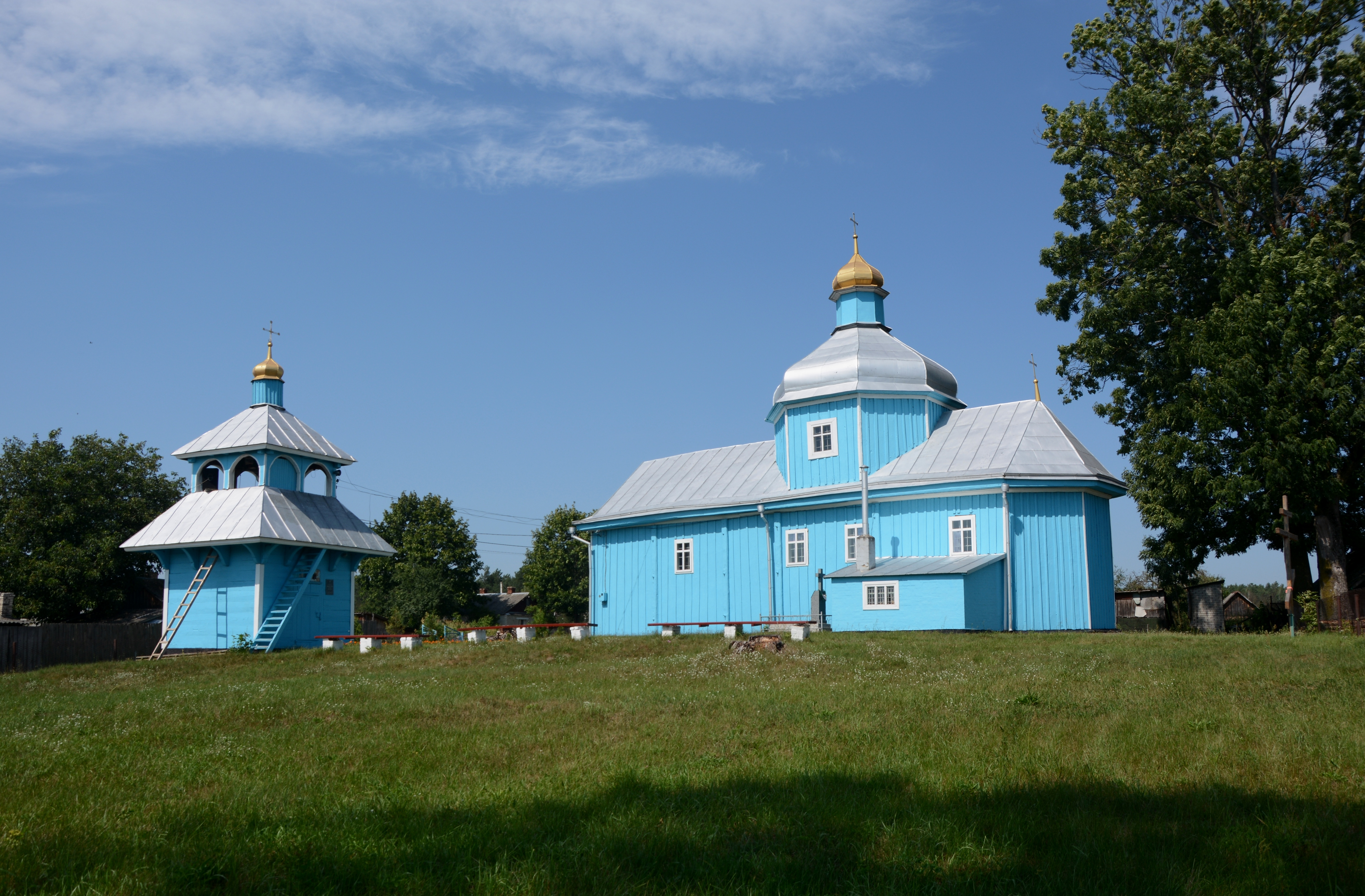
Фрагмент дерев'яної конструкції
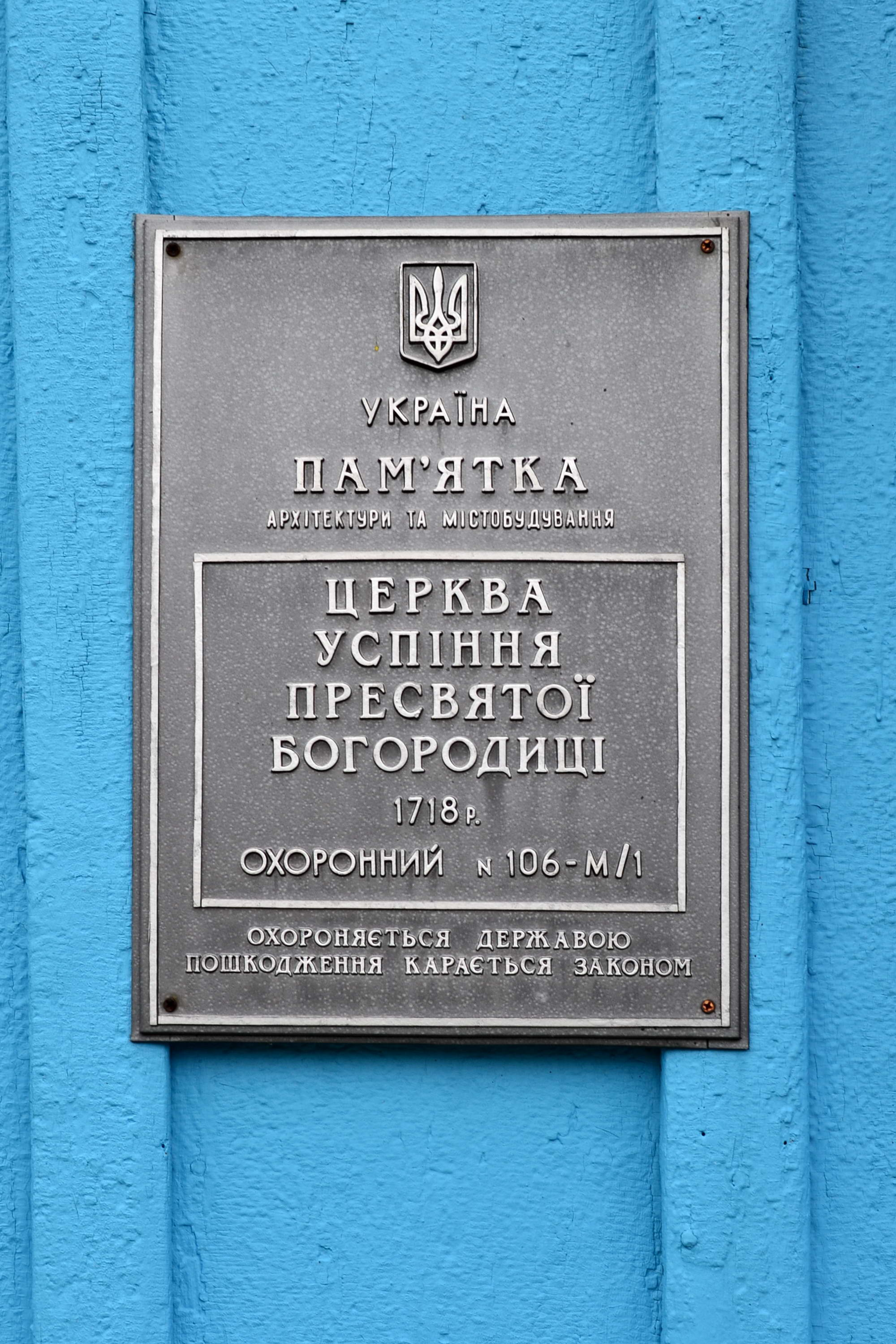
Охоронна дошка на церкві
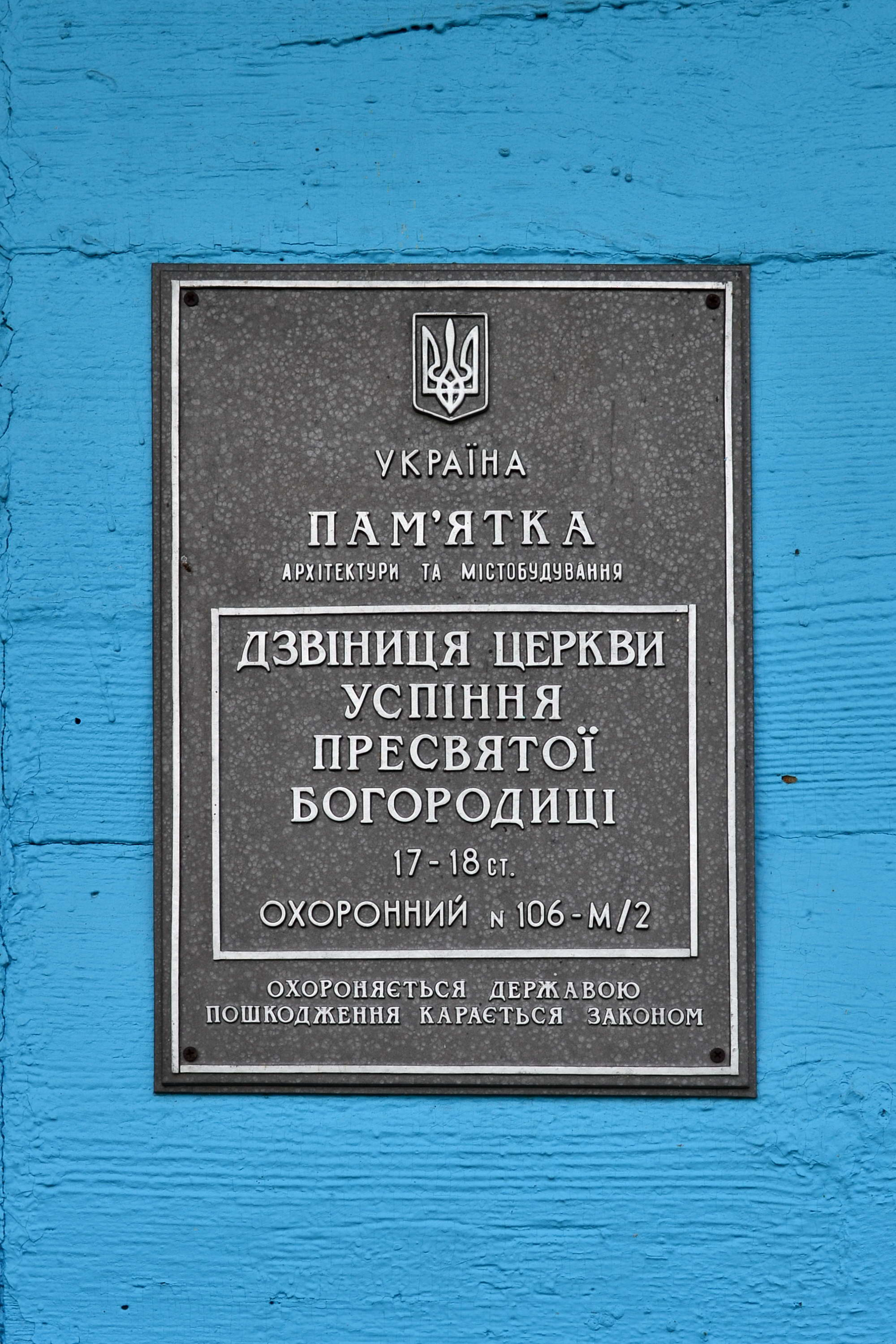
Охоронна дошка на дзвіниці